# بال هاکی

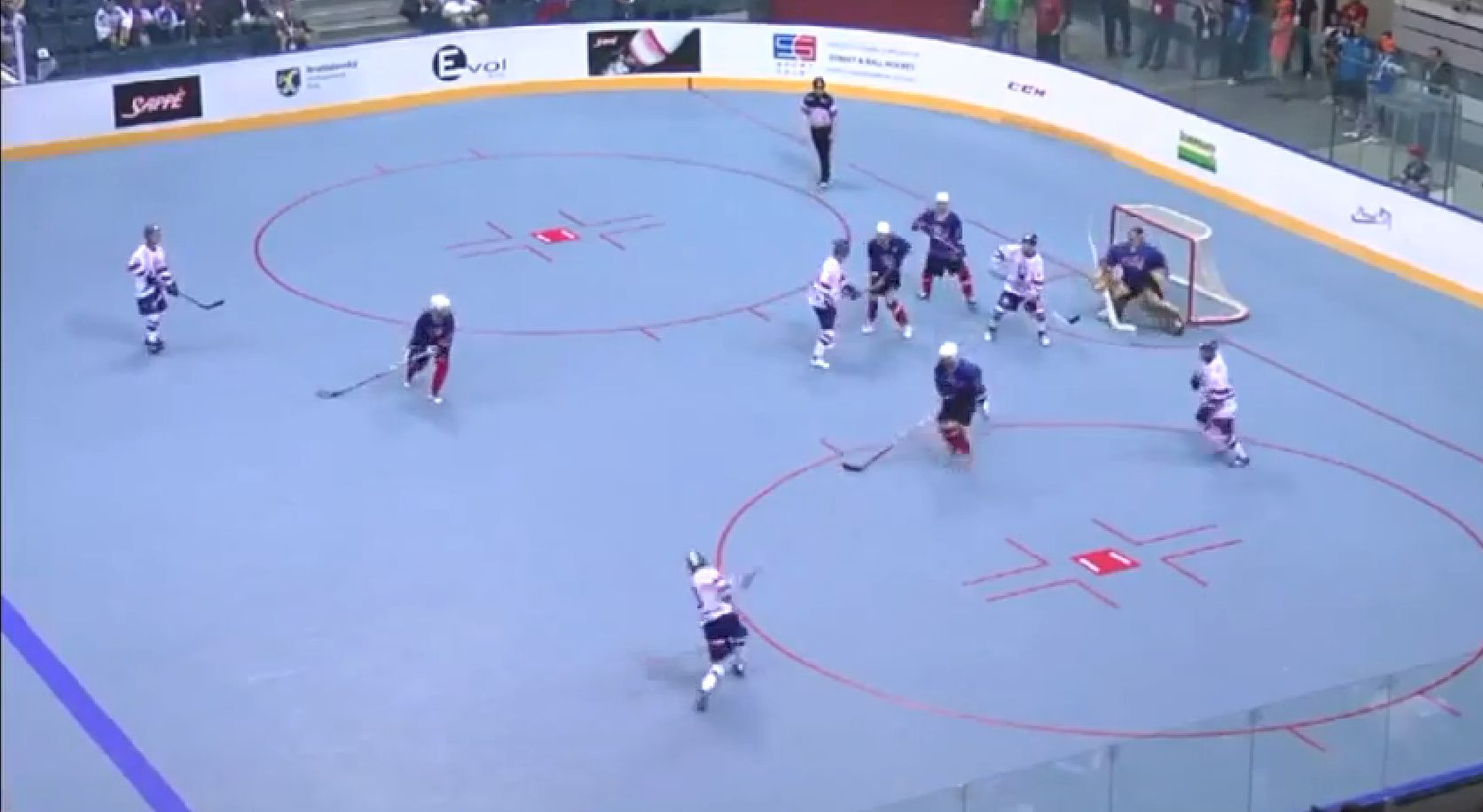
یک مسابقه بال هاکی

بال هاکی (به انگلیسی: Ball hochey) ورزشی از دسته ورزش‌های هاکی می‌باشد  که دارای ترکیبی از قوانین هاکی روی یخ و هاکی خیابانی است. تفاوت این ورزش با هاکی روی یخ این است که زمین بازی از یخ نیست که همین نشان دهندهٔ متفاوت بودن کفش بازیکنان در این ورزش در مقایسه با هاکی روی یخ است. توپ این ورزش نیز در مقایسه با هاکی‌های دیگر متفاوت است. تیمی که بیشتر توپ را وارد دروازهٔ تیم مقابل خود کند (بیشترین امتیاز را کسب کند) برندهٔ مسابقه است.